# Heather Watson
Heather Miriam Watson (Saint Peter Port (Guernsey), 1992. május 19. –) Guernsey születésű, Nagy-Britannia színeiben játszó hivatásos teniszezőnő, egyéniben junior lány US Open bajnok, vegyes párosban Wimbledon felnőtt bajnoka, olimpikon, Guernsey színeiben a brit nemzetközösségi ifjúsági játékok teniszbajnoka.
2010 óta profi teniszjátékos. Egyéniben négy WTA és nyolc ITF-tornagyőzelemmel rendelkezik, emellett párosban öt WTA és négy ITF-győzelmet szerzett. Juniorként megnyerte a 2009-es  US Open lány egyéni versenyét, és ugyanebben az évben a lány párosok között a magyar Babos Tímeával döntős volt a Roland Garroson.
A felnőttek között Grand Slam-tornán először 2010-ben Wimbledonban játszott szabadkártyával a főtáblán, ekkor az 1. fordulóban kiesett. Legjobb eredménye a Grand Slam-tornákon a 2022-es wimbledoni teniszbajnokságon elért 4. kör. Párosban 2018-ban Wimbledonban a negyeddöntőig jutottak. Vegyes párosban a finn Henri Kontinen partnereként megnyerte a 2016-os wimbledoni tornát, 2017-ben a döntőben szerepeltek.
Junior korszakában a legjobb helyezése a kombinált ranglistán a 3. hely volt 2009-ben. A felnőttek között legjobb világranglista-helyezése egyéniben a 38. hely, amelyet 2015. január 19-én ért el, párosban a 39. hely, amelyre 2019. február 25-én került.
2011 óta a brit Fed-kupa-csapat tagja,  a 2016. évi nyári olimpia női egyes, női páros és vegyes páros teniszversenyének résztvevője.

## Pályafutása
Anyja Pápua Új-Guineából származik, apja brit, aki a Guernsey Elektromos Művek vezérigazgatója volt 1995-től 2010-es nyugdíjazásáig. Hétéves korában kezdett el teniszezni. 12 éves korában került a floridai Bradentonba Nick Bollettieri teniszakadémiájára. 2006-ban megnyerte az U14 korosztályos brit bajnokságot, a következő évben az U16 korosztályos brit bajnokságot, és ugyanebben az évben az elődöntőbe jutott az U18 korosztályos brit bajnokságban. 2008-ban megnyerte a brit nemzetközösségi ifjúsági játékokat. Anyja 2008-ban feladta a munkáját, hogy elkísérhesse lányát a világ különböző pontjain rendezett junior versenyekre.
Első felnőtt versenyén, a 25 000 dolláros Jersey Openen 2009-ben indult, ahol a 2. körben esett ki. Ebben az évben előzte meg a brit junior ranglistán a 2008-as wimbledoni teniszbajnokság junior lány győztesét Laura Robsont. Első felnőtt tornagyőzelmét is 2009-ben érte el, amikor megnyerte a 10 000 dollár versenyt Frintonban. Első brit junior lányként győzött a 2009-ben a US Openen. 2009-ben még egy junior Grand Slam-döntőben volt érdekelt, amikor a 2009-es Roland Garroson a junior párosok versenyén a magyar Babos Tímea párjaként a döntőig jutottak.
Első WTA-tornagyőzelmét párosban aratta 2012. júliusban, amikor az új-zélandi Marina Eraković párjaként megnyerték a stanfordi tornát. Egyéniben első tornagyőzelmét ugyanezen év októberében Oszakában aratta.
A 2016-os wimbledoni teniszbajnokságon a vegyes párosok versenyében a finn Henri Kontinennel párban győzött a vegyes párosok versenyén.
2011-től Nagy-Britannia Fed-kupa csapatának tagja. 2016-ig egyéniben 11−4, párosban 7−2 a győzelmeinek és vereségeinek aránya. A 2016-os riói olimpián Nagy-Britannia csapatának tagja.

## Junior Grand Slam döntői

### Lány egyéni

#### Győzelmei (1)
| Év   | Bajnokság | Borítás | Ellenfél     | Eredmény |
| ---- | --------- | ------- | ------------ | -------- |
| 2009 | US Open   | Kemény  | Jana Bucsina | 6–4, 6–1 |

### Lány páros

#### Elveszített döntői (1)
| Év   | Bajnokság     | Borítás | Partner     | Ellenfél                             | Eredmény         |
| ---- | ------------- | ------- | ----------- | ------------------------------------ | ---------------- |
| 2009 | Roland Garros | Salak   | Babos Tímea | Elena Bogdan Noppawan Lertcheewakarn | 6–3, 3–6, [8–10] |

## Grand Slam-döntői

### Vegyes páros (2)

#### Győzelmei (1)
| Év   | Verseny   | Borítás | Partner        | Ellenfelek a döntőben            | Eredmény    |
| 2016 | Wimbledon | Fű      | Henri Kontinen | Anna-Lena Grönefeld Robert Farah | 7–6(5), 6–4 |

#### Elveszített döntői (1)
| Év   | Verseny   | Borítás | Partner        | Ellenfelek a döntőben       | Eredmény |
| 2017 | Wimbledon | Fű      | Henri Kontinen | Martina Hingis Jamie Murray | 4–6, 4–6 |

## WTA döntői

### Egyéni

#### Győzelmei (4)
| Összesítés                  |                        |
| Grand Slam-torna (0)        |                        |
| Tier I (0)                  | Premier Mandatory* (0) |
| Tier II (0)                 | Premier Five* (0)      |
| Tier III (0)                | Premier* (0)           |
| Tier IV (0)                 | International* (4)     |
| Tier V (0)                  | Challenger* (0)        |
| Tournament of Champions (0) |                        |
| WTA Finals (0)              |                        |

* 2009-től megváltozott a tornák rendszere.
 Az egymás mellett azonos színnel jelölt tornatípusok között nincs teljes mértékű megfelelés.
| Borításonként |
| ------------- |
| Kemény (4–1)  |
| Salak (0–0)   |
| Fű (0–0)      |

| No. | Dátum             | Torna                                     | Borítás | Ellenfél         | Eredmény         | Megj.  |
| --- | ----------------- | ----------------------------------------- | ------- | ---------------- | ---------------- | ------ |
| 1.  | 2012. október 14. | Japan Women's Open, Japán                 | Kemény  | Csang Kaj-csen   | 7–5, 5–7, 7–6(4) | [ 16 ] |
| 2.  | 2015. január 17.  | Moorilla Hobart International, Ausztrália | Kemény  | Madison Brengle  | 6–3, 6–4         | [ 17 ] |
| 3.  | 2016. március 6.  | Monterrey Open, Mexikó                    | Kemény  | Kirsten Flipkens | 3–6, 6–2, 6–3    | [ 18 ] |
| 4.  | 2020. február 29. | Abierto Mexicano Telcel, Acapulco, Mexikó | Kemény  | Leylah Fernandez | 6–4, 6–7(8), 6–1 |        |

#### Elveszített döntői (1)
| No. | Dátum             | Torna                        | Borítás | Ellenfél         | Eredmény | Megj. |
| --- | ----------------- | ---------------------------- | ------- | ---------------- | -------- | ----- |
| 1.  | 2019. október 13. | Tianjin Open, Tiencsin, Kína | Kemény  | Rebecca Peterson | 4–6, 4–6 |       |

### Páros

#### Győzelmei (5)
| Összesítés            |                              |
| Grand Slam-torna (0)  |                              |
| Premier Mandatory (0) | WTA 1000 (kötelező)* (0)     |
| Premier Five (0)      | WTA 1000 (nem kötelező)* (0) |
| Premier (1)           | WTA 500* (0)                 |
| International (3)     | WTA 250* (1)                 |

*2021-től megváltozott a tornák kategóriáinak elnevezése.
|    | Dátum               | Torna                             | Borítás | Partner            | Ellenfelek a döntőben                | Eredmény a döntőben | Eredmény a döntőben |
| 1. | 2012. július 16.    | Stanford Classic, Stanford        | Kemény  | Marina Eraković    | Jarmila Gajdošová Vania King         | 7–5, 7–6(7)         | (részletek)         |
| 2. | 2012. augusztus 25. | Texas Tennis Open, Dallas         | Kemény  | Marina Eraković    | Līga Dekmeijere Irina Falconi        | 6–3, 6–0            | (részletek)         |
| 3. | 2014. július 27.    | Baku Cup, Baku                    | Kemény  | Alekszandra Panova | Raluca Olaru Sahar Peér              | 6–2, 7–6(3)         |                     |
| 4. | 2018. március 3.    | Abierto Mexicano Telcel, Acapulco | Kemény  | Tatjana Maria      | Kaitlyn Christian Sabrina Santamaria | 7–5, 2–6, [10–2]    |                     |
| 5. | 2023. július 30.    | WTA Poland Open, Varsó            | Salak   | Yanina Wickmayer   | Weronika Falkowska Katarzyna Piter   | 6–4, 6–4            |                     |

#### Elveszített döntői (9)
|    | Dátum                | Torna                            | Borítás    | Partner            | Ellenfelek a döntőben                     | Eredmény a döntőben    |
| 1. | 2012. szeptember 16. | Bell Challenge, Québec           | Kemény (f) | Alicja Rosolska    | Tatjana Malek Kristina Mladenovic         | 6–7(5), 7–6(6), [7−10] |
| 2. | 2012. október 14.    | HP Open, Oszaka                  | Kemény     | Date Kimiko        | Raquel Kops-Jones Abigail Spears          | 1–6, 4–6               |
| 3. | 2016. október 16.    | Hong Kong Open, Hongkong         | Kemény     | Naomi Broady       | Csan Hao-csing Csan Jung-zsan             | 3–6, 1–6               |
| 4. | 2018. június 17.     | Nottingham Open, Nottingham      | Fű         | Mihaela Buzărnescu | Alicja Rosolska Abigail Spears            | 3–6, 6–7(5)            |
| 5. | 2019. február 24.    | Hungarian Ladies Open, Budapest  | Kemény (f) | Stollár Fanny      | Jekatyerina Alekszandrova Vera Zvonarjova | 4–6, 6–4, [7–10]       |
| 6. | 2021. március 20.    | Monterrey Open, Monterrey        | Kemény     | Cseng Szaj-szaj    | Caroline Dolehide Asia Muhammad           | 2–6, 3–6               |
| 7. | 2023. június 18.     | Nottingham Open, Nottingham      | Fű         | Harriet Dart       | Ulrikke Eikeri Ingrid Neel                | 6–7(6), 7–5, [8–10]    |
| 8. | 2024. január 7.      | Brisbane International, Brisbane | Kemény     | Greet Minnen       | Ljudmila Kicsenok Jeļena Ostapenko        | 5–7, 2–6               |
| 9. | 2024. február 11.    | Abu Dhabi Open, Abu-Dzabi        | Kemény     | Linda Nosková      | Bethanie Mattek-Sands Sofia Kenin         | 4–7, 6–7(4)            |

## WTA 125K döntői

### Páros

#### Elveszített döntői (2)
|    | Dátum             | Torna                                   | Borítás    | Partner            | Ellenfelek a döntőben                   | Eredmény a döntőben | Eredmény a döntőben |
| 1. | 2023. október 29. | Abierto Tampico, Tampico, Mexikó        | Kemény     | Sabrina Santamaria | Kamilla Rahimova Anasztaszija Tyihonova | 6–7(5), 2–6         |                     |
| 2. | 2023. december 2. | Andorra Open, Andorra la Vella, Andorra | Kemény (f) | Babos Tímea        | Erika Andrejeva Céline Naef             | 2–6, 1–6            |                     |

## ITF döntői

### Egyéni

#### Győzelmei (8)
| Díjazás          |
| ---------------- |
| $100,000 verseny |
| $75,000 verseny  |
| $50,000 verseny  |
| $25,000 verseny  |
| $15,000 verseny  |
| $10,000 verseny  |

| Döntők borítás szerint |
| ---------------------- |
| Kemény (5)             |
| Salak (1)              |
| Fű (1)                 |
| Szőnyeg (1)            |

| No. | Dátum               | Torna                          | Borítás    | Ellenfél                  | Eredmény       |
| --- | ------------------- | ------------------------------ | ---------- | ------------------------- | -------------- |
| 1.  | 2009. július 14.    | Frinton, Egyesült Királyság    | Fű         | Anna Fitzpatrick          | 4–6, 6–4, 6–2  |
| 2.  | 2010. július 20.    | Wrexham, Egyesült Királyság    | Kemény     | Szánija Mirza             | 6–2, 6–4       |
| 3.  | 2010. november 1.   | Toronto, Kanada                | Kemény (f) | Alizé Lim                 | 6–3, 6–3       |
| 4.  | 2014. február 16.   | Midland, Egyesült Államok      | Kemény (f) | Kszenyija Pervak          | 6–4, 6–0       |
| 5.  | 2014. május 18.     | Prága, Csehország              | Salak      | Anna Karolína Schmiedlová | 7–6(5), 6–0    |
| 6.  | 2019. május 12.     | Fukuoka, Japán                 | Szőnyeg    | Zarina Dias               | 7–6(1), 7–6(4) |
| 7.  | 2019. augusztus 18. | Vancouver, Kanada              | Kemény     | Sara Sorribes Tormo       | 7–5, 6–4       |
| 8.  | 2024. július 21.    | Nottingham, Egyesült Királyság | Kemény     | Manon Léonard             | 6–3, 6–0       |

#### Elveszített döntői (7)
| Díjazás                       |
| ----------------------------- |
| $100,000 verseny              |
| $75,000/80,000 verseny (0−1)  |
| $40,000/50,000/60,000 verseny |
| $25,000 verseny               |
| $15,000 verseny               |
| $10,000 verseny               |

| No. | Dátum                | Torna                              | Borítás    | Ellenfél             | Eredmény         |
| --- | -------------------- | ---------------------------------- | ---------- | -------------------- | ---------------- |
| 1.  | 2011. szeptember 24. | Shrewsbury, Egyesült Királyság     | Kemény     | Mona Barthel         | 0–6, 3–6         |
| 2.  | 2017. június 11.     | Surbiton, Egyesült Királyság       | Fű         | Magdaléna Rybáriková | 4–6, 5–7         |
| 3.  | 2018. augusztus 19.  | Vancouver, Kanada                  | Kemény     | Doi Miszaki          | 7–6(4), 1–6, 4–6 |
| 4.  | 2022. október 23.    | Glasgow, Egyesült Királyság        | Kemény (f) | Yuriko Miyazaki      | 7–5, 6–7(5), 2–6 |
| 5.  | 2023. február 19.    | Glasgow, Egyesült Királyság        | Kemény (f) | Marie Benoît         | 6–3, 4–6, 1–6    |
| 6.  | 2023. április 30.    | Calvi (Haute-Corse), Franciaország | Kemény     | Lucrezia Stefanini   | 2–6, 6–3, 3–6    |
| 7.  | 2024. február 18.    | Roehampton, Egyesült Királyság     | Kemény (f) | Lulu Sun             | 5–7, 5–7         |

### Páros (4–4)
| Díjazás                     |
| --------------------------- |
| $100,000 torna              |
| $75,000/80,000 torna        |
| $40,000/50,000/60,000 torna |
| $25,000 torna               |
| $10,000 torna               |

| Borításonként |
| ------------- |
| Kemény (2–2)  |
| Salak (1–0)   |
| Fű (0–2)      |
| Szőnyeg (1–0) |

| Eredmény | No. | Dátum              | Torna                          | Borítás    | Partner          | Ellenfél                             | Eredmény         |
| -------- | --- | ------------------ | ------------------------------ | ---------- | ---------------- | ------------------------------------ | ---------------- |
| Döntős   | 1.  | 2012. március 18.  | Clearwater, Egyesült Államok   | Kemény     | Naomi Broady     | Ekaterine Gorgodze Aljona Szotnikova | 3–6, 2–6         |
| Döntős   | 2.  | 2012. június 9.    | Nottingham, Egyesült Királyság | Fű         | Laura Robson     | Eléni Danjilídu Casey Dellacqua      | 4–6, 2–6         |
| Győztes  | 1.  | 2014. február 16.  | Midland, Egyesült Államok      | Kemény (f) | Ana Tatisvili    | Sharon Fichman Maria Sanchez         | 7–5, 5–7, [10–6] |
| Győztes  | 2.  | 2017. május 20.    | Trnava, Szlovákia              | Salak      | Naomi Broady     | Csuang Csia-zsung Renata Voráčová    | 6–3, 6–2         |
| Győztes  | 3.  | 2019. május 12.    | Fukuoka, Japán                 | Szőnyeg    | Naomi Broady     | Kristie Ahn Alison Bai               | játék nélkül     |
| Döntős   | 3.  | 2019. június 9.    | Surbiton, Egyesült Királyság   | Fű         | Yanina Wickmayer | Jennifer Brady Caroline Dolehide     | 3–6, 4–6         |
| Győztes  | 4.  | 2023. október 15.  | Quinta do Lago, Portugália     | Kemény     | Olivia Gadecki   | Francisca Jorge Matilde Jorge        | 6–4, 6–1         |
| Döntős   | 4.  | 2023. december 10. | Dubaj, Egyesült Arab Emírségek | Kemény     | Olivia Nicholls  | Babos Tímea Vera Zvonarjova          | 1–6, 6–2, [7–10] |

## Eredményei Grand Slam-tornákon

### Egyéniben
| Grand Slam | Australian Open | Australian Open     | Roland Garros  | Roland Garros   | Wimbledon | Wimbledon           | US Open        | US Open         |
| Év         | Eredmény        | Utolsó ellenfél     | Eredmény       | Utolsó ellenfél | Eredmény  | Utolsó ellenfél     | Eredmény       | Utolsó ellenfél |
| 2010       | –               | –                   | –              | –               | 1. kör    | Romina Oprandi      | Selejtező(Q1)  | Selejtező(Q1)   |
| 2011       | Selejtező(Q2)   | Selejtező(Q2)       | 2. kör         | Kaia Kanepi     | 1. kör    | Mathilde Johansson  | 1. kör         | Marija Sarapova |
| 2012       | 1. kör          | V Azaranka          | 2. kör         | Julia Görges    | 3. kör    | Agnieszka Radwańska | 1. kör         | Li Na           |
| 2013       | 3. kör          | Agnieszka Radwańska | 1. kör         | Stefanie Vögele | 1. kör    | Madison Keys        | 1. kör         | Simona Halep    |
| 2014       | 1. kör          | Daniela Hantuchová  | 2. kör         | Simona Halep    | 2. kör    | Angelique Kerber    | 1. kör         | Sorana Cîrstea  |
| 2015       | 1. kör          | Cvetana Pironkova   | 2. kör         | Sloane Stephens | 3. kör    | Serena Williams     | 1. kör         | Lauren Davis    |
| 2016       | 1. kör          | Babos Tímea         | 2. kör         | Sloane Stephens | 1. kör    | Annika Beck         | 1. kör         | R Hogenkamp     |
| 2017       | 2. kör          | Jennifer Brady      | Selejtező(Q3)  | Selejtező(Q3)   | 3. kör    | V Azaranka          | 1. kör         | Alizé Cornet    |
| 2018       | 1. kör          | Julija Putyinceva   | 2. kör         | Elise Mertens   | 1. kör    | Kirsten Flipkens    | 1. kör         | J Makarova      |
| 2019       | 1. kör          | Petra Martić        | Selejtező (Q2) | Selejtező (Q2)  | 2. kör    | Anett Kontaveit     | Selejtező (Q1) | Selejtező (Q1)  |
| 2020       | 2. kör          | Elise Mertens       | 1. kör         | Fiona Ferro     | elmaradt  | elmaradt            | 1. kör         | Konta Johanna   |
| 2021       | 2. kör          | Anett Kontaveit     | 1. kör         | Zarina Dias     | 1. kör    | Kristie Ahn         | 1. kör         | Kaja Juvan      |
| 2022       | 2. kör          | Tamara Zidanšek     | 1. kör         | Elsa Jacquemot  | 4. kör    | Jule Niemeier       | Selejtező (Q3) | Selejtező (Q3)  |
| 2023       | Selejtező (Q1)  | Selejtező (Q1)      | Selejtező (Q1) | Selejtező (Q1)  | 1. kör    | Barbora Krejčíková  | Selejtező (Q1) | Selejtező (Q1)  |
| 2024       | Selejtező (Q1)  | Selejtező (Q1)      | Selejtező (Q1) | Selejtező (Q1)  | 1. kör    | Greet Minnen        | Selejtező (Q2) | Selejtező (Q2)  |
| 2025       | Selejtező (Q2)  | Selejtező (Q2)      | Selejtező (Q1) | Selejtező (Q1)  | 1. kör    | Clara Tauson        |                |                 |

### Páros
| Grand Slam | Australian Open         | Australian Open                    | Roland Garros          | Roland Garros                         | Wimbledon                 | Wimbledon                             | US Open                   | US Open                            |
| Év         | Eredmény Partner        | Utolsó ellenfél                    | Eredmény Partner       | Utolsó ellenfél                       | Eredmény Partner          | Utolsó ellenfél                       | Eredmény Partner          | Utolsó ellenfél                    |
| 2010       | –                       | –                                  | –                      | –                                     | 2. kör Jocelyn Rae        | Lisa Raymond Rennae Stubbs            | –                         | –                                  |
| 2011       | –                       | –                                  | –                      | –                                     | 1. kör Jocelyn Rae        | Sophie Lefèvre J Rogyina              | –                         | –                                  |
| 2012       | –                       | –                                  | –                      | –                                     | 1. kör Laura Robson       | Hszie Su-vej Sabine Lisicki           | 1. kör Marina Eraković    | J Makarova J Vesznyina             |
| 2013       | 1. kör Marina Eraković  | A-L Grönefeld Květa Peschke        | 1. kör I Burjacsok     | O Kalasnikova Alicja Rosolska         | 1. kör M Jugić-Salkić     | Cara Black Marina Eraković            | 1. kör V Dusevina         | S Klemenschits Andreja Klepač      |
| 2014       | –                       | –                                  | –                      | –                                     | 1. kör Eugenie Bouchard   | Ashleigh Barty Casey Dellacqua        | 1. kör S Soler Espinosa   | Alison Riske Coco Vandeweghe       |
| 2015       | 2. kör A Panova         | A Kudrjavceva A Pavljucsenkova     | 1. kör Marina Eraković | Babos Tímea Kristina Mladenovic       | 2. kör Marina Eraković    | A Medina Garrigues A Parra Santonja   | –                         | –                                  |
| 2016       | 2. kör Konta Johanna    | Jocelyn Rae Anna Smith             | 1. kör Nicole Gibbs    | Sabine Lisicki Andrea Petković        | 3. kör Naomi Broady       | Julia Görges Karolína Plíšková        | 2. kör Michaëlla Krajicek | Nicole Gibbs Hibino Nao            |
| 2017       | 1. kör Naomi Broady     | Karin Knapp Mandy Minella          | 1. kör Shelby Rogers   | Sz Kuznyecova Kristina Mladenovic     | 2. kör Naomi Broady       | Kirsten Flipkens Szánija Mirza        | 1. kör Christina McHale   | Lucie Šafářová Barbora Strýcová    |
| 2018       | –                       | –                                  | 2. kör Tatjana Maria   | Barbora Krejčíková Kateřina Siniaková | Negyeddöntő Tatjana Maria | Barbora Krejčíková Kateřina Siniaková | 1. kör Tatjana Maria      | Han Hszin-jün Raluca Olaru         |
| 2019       | 1. kör Tatjana Maria    | Nicole Melichar Květa Peschke      | 1. kör Tatjana Maria   | Elise Mertens Arina Szabalenka        | 1. kör Mandy Minella      | Raquel Atawo Ljudmila Kicsenok        | –                         | –                                  |
| 2020       | –                       | –                                  | 1. kör L Arruabarrena  | Greet Minnen A Van Uytvanck           | elmaradt                  | elmaradt                              | –                         | –                                  |
| 2021       | 3. kör Leylah Fernandez | Sharon Fichman Giuliana Olmos      | 1. kör Anna Blinkova   | Sharon Fichman Giuliana Olmos         | 3. kör Harriet Dart       | Csan Hao-csing Latisha Chan           | –                         | –                                  |
| 2022       | 2. kör Jasmine Paolini  | Marta Kosztyuk Dajana Jasztremszka | 2. kör S Murray Sharan | Marta Kosztyuk E-G Ruse               | 3. kör Harriet Dart       | Ljudmila Kicsenok Jeļena Ostapenko    | –                         | –                                  |
| 2023       | 1. kör Danielle Collins | Marta Kosztyuk E-G Ruse            | –                      | –                                     | 2. kör Harriet Dart       | Viktória Hrunčáková Tereza Mihalíková | 2. kör Anna Danilina      | Kato Miju Aldila Sutjiadi          |
| 2024       | 1. kör Lucia Bronzetti  | Vang Ja-fan Jüan Jüe               | 1. kör Katie Boulter   | Csan Hao-csing V Kugyermetova         | 1. kör Greet Minnen       | Sofia Kenin B Mattek-Sands            | 3. kör Asia Muhammad      | Kateřina Siniaková Taylor Townsend |
| 2025       | 1. kör Linda Nosková    | Harriet Dart Diane Parry           | –                      | –                                     | 1. kör Emily Appleton     | Mirra Andrejeva Gyiana Snajgyer       |                           |                                    |

## Év végi világranglista-helyezései
| Év     | 2009 | 2010 | 2011 | 2012 | 2013 | 2014 | 2015 | 2016 | 2017 | 2018 | 2019 | 2020 | 2021 | 2022 | 2023 |
| Egyéni | 588. | 176. | 92.  | 49.  | 119. | 50.  | 54.  | 77.  | 74.  | 101. | 92.  | 59.  | 73.  | 133. | 169. |
| Páros  | 589. | 254. | 172. | 52.  | 135. | 131. | 102. | 72.  | 123. | 50.  | 113. | 163. | 112. | 115. | 88.  |